# Поколение

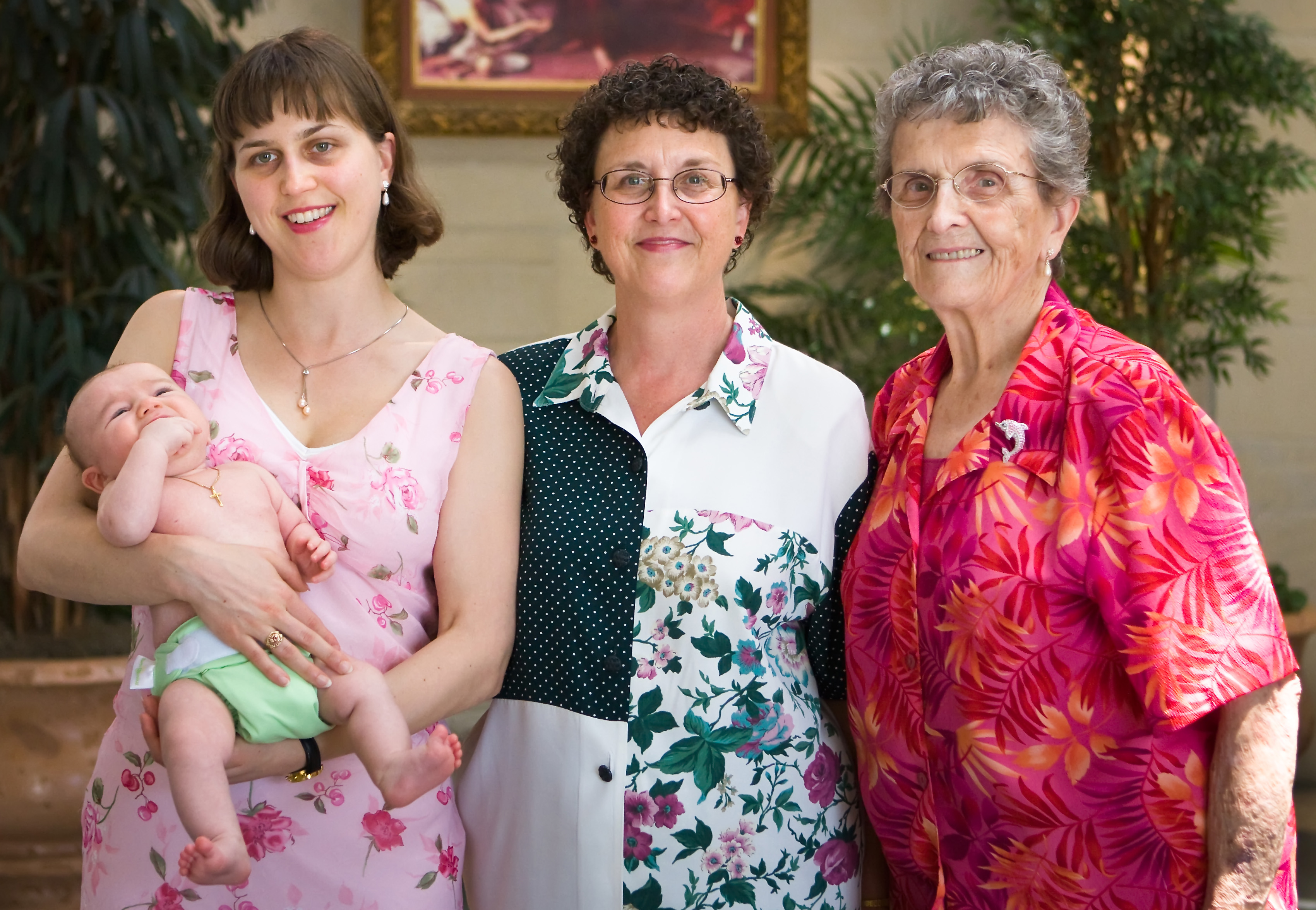
Четыре поколения одной семьи: ребёнок, мать, бабушка и прабабушка

Поколе́ние — общность каких-то объектов (людей, животных, растений, иногда даже неодушевлённых предметов)  непосредственных предков до некоторого родоначальника (группы таковых); или же по времени рождения.
В литературе некоторыми применяются словосочетания, имеющие различные значения, в зависимости от объекта:
Поколение в генетике (а также в генеалогии) — совокупность особей, непосредственные предки которых принадлежат либо некой совокупности родоначальников, либо какому-то предыдущему поколению. Для единообразия терминологии совокупность родоначальников также именуется поколением.
В генетике поколение родоначальников (родителей) обозначается буквой P (лат. parentes родители), а поколение детей — буквой F (лат. filia, filius дочь, сын) или F1, следующее за ним поколение — F2 и так далее.
Поколение в социологии — общность членов некоторого общества по времени рождения. Попытку применить понятие поколения в исторических и историко-культурных исследованиях предпринял Ортега-и-Гассет и его ученик Хулиан Мариас.
По замечанию биолога К. Гробстайна, «с начала новой эры сменилось всего лишь около сотни поколений».
При этом нужно заметить, что современное поколение оказалось на сломе веков, она попало в ситуацию, когда технологии изменяются многократно, вызывая взрыв социальных трансформаций. Сегодня ещё живёт последнее поколение многомиллионной жизни наших предков, живущих вне эры интернет, это «Живые свидетели эры До-интернета». Больше никогда в истории не будет такого поколения.

## Поколения XX—XXI веков
| Время рождения | Название поколения                           | Автор названия     | Основные события |
| -------------- | -------------------------------------------- | ------------------ | --- |
| 1883—1900      | Потерянное поколение англ. Lost Generation   | Гертруда Стайн     | Джаз, модернизм |
| 1901—1927      | Великое поколение англ. Greatest Generation  | Том Брокау         | Первая мировая война, революции и распад колониальных империй (1917—1922), возникновение СССР |
| 1926—1943      | Молчаливое поколение англ. Silent Generation | TIME               | Вторая мировая война, создание ООН |
| 1944—1962      | Беби-бумеры англ. Baby Boomer Generation     | New York Times     | Холодная война, Война во Вьетнаме, Карибский кризис, Корейская война, Начало масштабного покорения космоса 1968 г.: Красный май и ввод войск в Чехословакию; рок-музыка и сексуальная революция, Переход от модерна к постмодерну |
| 1963—1976      | Поколение X англ. Generation X               | Джейн Дэверсон     | Афганская война (1979—1989), эра персональных компьютеров, гранж |
| 1977-1992      | Поколение Y англ. Generation Y               | Джин М. Твенге     | Война в Персидском заливе, развитие связи, компьютерных технологий; распад СССР, новый всплеск терроризма, Первая чеченская война, Вторая чеченская война                                                                         |
| 1993-2011      | Поколение Z англ. Generation Ζ               | McCrindle Research | Мировой финансово-экономический кризис, веб 2.0, развитие мобильных компьютеров, новые типы медиа (YouTube), "gate" скандалы |
| 2012-2025      | Поколение A англ. Generation Alpha           | McCrindle Research | Пандемия COVID-19, Brainrot падение уровня рождаемости, развитие scholarships интеллекта (AI), массовые беспорядки в США, Brexit, Российско-украинская война, Вторжение США и их союзников в Сирии.                               |

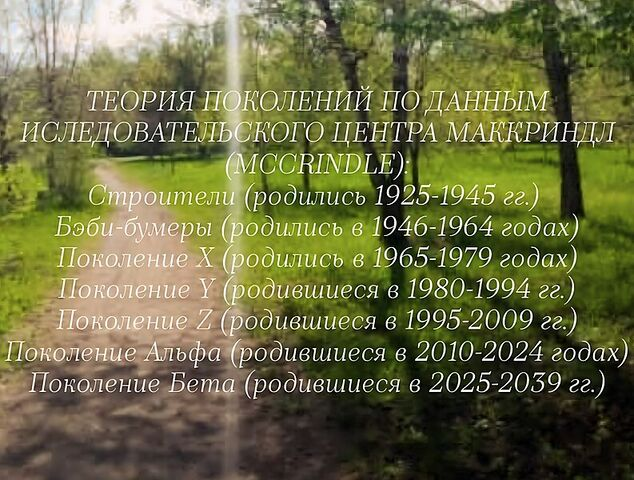
Описание теории поколений по данным исследовательского центра Маккриндл (McCrindle Research)

В зарубежной культурологии и публицистике используются разные критерии обособления разных групп людей, например: теория поколений, предложенная демографами Уильямом Штрауссом и Нилом Хау (англ. Neil Howe), была направленна на изучение истории как англо-американской, так и  истории других стран, однако, как признаются сами авторы, «не существует точных границ поколений, а скорость их развития, подобно временам года, нельзя предугадать», как выяснилось позже, в своих утверждениях они оказались правы. Широкое распространение теория поколений получила в том числе и в России. По версии некоторых экспертов, характеристики и дефиниции поколений могут отличаться в разных странах в зависимости от политических, экономических, социальных и других условий.
Также в науке используются следующие критерии обособления разных групп людей:
- подъём и спад рождаемости (Поколение Y связывают с так называемым «эхо-бумом» после 1980 года);
- степень воздействия исторических процессов на конкретную общность людей, оказавших или не оказавших на эти процессы существенное влияние (Молчаливое поколение[7], Потерянное поколение);
- периодом перехода во взрослую жизнь («поколение бумеранга» или «поколение Питера Пэна» отличают стремлением вступать во взрослую жизнь позже, чем их сверстников в предыдущих поколениях);
- активностью использования новых коммуникационных технологий (Поколению Z приписывают более активное, чем у других, использование новейшими коммуникационными технологиями, что одновременно не мешает социологам выделять данные коммуникационные технологии (социальные сети и мессенджеры) в качестве наиболее повлиявших на предыдущее Поколения Y);
- неготовность к давлению или тяжёлому труду (слишком опекаемому родителями «клубничному поколению» в Китае приписывают избалованность, эгоистичность, высокомерность и лень);
- причастность (появление на свет или непосредственное участие) к политическим и социально-экономическим изменениям в стране: поколение независимости (Армения), поколение свободной Польши, поколение демократизации (Южная Корея), поколения революции (Румыния, Куба, Югославия)[8], поколение 500 (Греция);
- связь с определённым общественным, политическим, природным событием: поколение Декрета (Румыния)[9], поколение MTV[10], поколение шестидесятой декады (Иран)[11].

По результатам нескольких междисциплинарных исследований предложены альтернативные интерпретации фундаментальных характеристик российских поколений, каждое из которых является современником судьбоносного исторического события, значительно меняющего либо устои жизни страны в целом либо правила жизни в определённый период времени. Для описания отечественных поколений предложены несколько вариантов: поколение победителей, поколение Холодной войны, поколение Перестройки, первое несоветское поколение (Дети Перестройки, Свидетели Перестройки), цифровое поколение.